# Паркдейл (Арканзас)
Паркдейл (англ. Parkdale) — місто (англ. city) в США, в окрузі Ешлі штату Арканзас. Населення — 172 особи (2020).

## Географія
Паркдейл розташований на висоті 36 метрів над рівнем моря за координатами 33°7′16″ пн. ш. 91°32′47″ зх. д. / 33.12111° пн. ш. 91.54639° зх. д. (33.121168, -91.546471).  За даними Бюро перепису населення США в 2010 році місто мало площу 2,60 км², уся площа — суходіл.

## Демографія
Згідно з переписом 2010 року, у місті мешкало 277 осіб у 110 домогосподарствах у складі 72 родин. Густота населення становила 106 осіб/км².  Було 136 помешкань (52/км²). 
Расовий склад населення:
| - 67,1 % — чорних або афроамериканців - 29,2 % — білих - 3,6 % — осіб інших рас |

До двох чи більше рас належало 0,0 %. Іспаномовні складали 4,3 % від усіх жителів.
За віковим діапазоном населення розподілялося таким чином: 25,3 % — особи молодші 18 років, 57,0 % — особи у віці 18—64 років, 17,7 % — особи у віці 65 років та старші. Медіана віку мешканця становила 40,7 року. На 100 осіб жіночої статі у місті припадало 85,9 чоловіків;  на 100 жінок у віці від 18 років та старших — 73,9 чоловіків також старших 18 років.
За межею бідності перебувало 53,3 % осіб, у тому числі 60,9 % дітей у віці до 18 років та 3,6 % осіб у віці 65 років та старших.
Цивільне працевлаштоване населення становило 53 особи. Основні галузі зайнятості: освіта, охорона здоров'я та соціальна допомога — 41,5 %, сільське господарство, лісництво, риболовля — 30,2 %, публічна адміністрація — 9,4 %, роздрібна торгівля — 7,5 %.
За даними перепису населення 2000 року в Паркдейлі проживало 377 осіб, 100 сімей, налічувалося 141 домашнє господарство і 158 житлових будинків. Середня густота населення становила близько 145 осіб на один квадратний кілометр. Расовий склад Паркдейла за даними перепису розподілився таким чином: 29,44 % білих, 66,84 % — чорних або афроамериканців, 0,27 % — корінних американців, 2,12 % — представників змішаних рас, 1,33 % — інших народів. Іспаномовні склали 2,65 % від усіх жителів містечка.
З 141 домашніх господарств в 30,5 % — виховували дітей віком до 18 років, 38,3 % представляли собою подружні пари, які спільно проживали, в 28,4 % сімей жінки проживали без чоловіків, 28,4 % не мали сімей. 25,5 % від загального числа сімей на момент перепису жили самостійно, при цьому 14,9 % склали самотні літні люди у віці 65 років та старше. Середній розмір домашнього господарства склав 2,67 особи, а середній розмір родини — 3,17 особи.
Населення містечка за віковим діапазоном за даними перепису 2000 року розподілилося таким чином: 29,4 % — жителі молодше 18 років, 10,3 % — між 18 і 24 роками, 20,7 % — від 25 до 44 років, 21,5 % — від 45 до 64 років і 18,0 % — у віці 65 років та старше. Середній вік мешканця склав 36 років. На кожні 100 жінок в Паркдейлі припадало 88,5 чоловіків, у віці від 18 років та старше — 78,5 чоловіків також старше 18 років.
Середній дохід на одне домашнє господарство в містечкі склав 16 188 доларів США, а середній дохід на одну сім'ю — 16 875 доларів. При цьому чоловіки мали середній дохід в 24 375 доларів США на рік проти 14 659 доларів середньорічного доходу у жінок. Дохід на душу населення в містечкі склав 9050 доларів в рік. 43,5 % від усього числа сімей в окрузі і 49,9 % від усієї чисельності населення перебувало на момент перепису населення за межею бідності, при цьому 74,6 % з них були молодші 18 років і 24,7 % — у віці 65 років та старше.